# Jasne Pole
Jasne Pole (niem. Hellefeld) – wieś w Polsce położona w województwie wielkopolskim, w powiecie krotoszyńskim, w gminie Krotoszyn.

## Historia
Od 1799 roku Jasne Pole rozrastało się jako jedna z ewangelickich kolonii koło Krotoszyna. Wieś powstała w ramach kolonizacji fryderycjańśkiej. Do pierwszych osadników należało 35 rodzin z Wirtembergii a w szczególności z miejscowości Bickelsberg.
Miejscowość leżała w obrębie księstwa krotoszyńskiego (1819-1927), którym władali książęta rodu Thurn und Taxis. W okresie Wielkiego Księstwa Poznańskiego (1815-1848) miejscowość wzmiankowana jako (niem.) kolonia Hellefeld należała do wsi większych w ówczesnym pruskim powiecie Krotoszyn w rejencji poznańskiej. Kolonia Hellefeld należała do okręgu krotoszyńskiego tego powiatu i stanowiła część majątku Orpiszewo, którego właścicielem był wówczas książę Maximilian Karl von Thurn und Taxis. Według spisu urzędowego z 1837 roku wieś liczyła 264 mieszkańców, którzy zamieszkiwali 38 dymów (domostw).
Wieś została zaprojektowana jako typowa pruska ulicówka - taki układ zachował się do dzisiaj. Istniały silne związki z pobliskimi miejscowościami, w których zamieszkali sąsiedzi z ojczyzny założycieli Hellefeld. Były to miejscowości Chwałki, Henryków i Różopole.
W połowie wsi w odległości kilkuset metrów od zabudowań zlokalizowano cmentarz. Obecnie jest on objęty opieką. W listopadzie 2009 dzięki pomocy uczniów z Orpiszewa teren został uprzątnięty. Ustawiono pamiątkowy głaz z tablicą o byłych mieszkańcach tego terenu.
W latach 1975–1998 miejscowość położona była w województwie kaliskim.

## Położenie
Jasne Pole jest położone około 8 km na wschód od Krotoszyna i około 16 km na zachód od Ostrowa, przy drodze Krotoszyn-Orpiszew-Janków Zaleśny.

## Zabytki
- płaskorzeźbiona płyta ku pamięci Adama Mickiewicza z 1913 roku, autorstwa Antoniego Olejniczaka, przedstawiająca Wajdelotę, dwie zasłuchane postacie z Konrada Wallenroda oraz napis O pieśni gminna ty arko przymierza, powstała jako symbol walki z germanizacją.
- cmentarz ewangelickich mieszkańców wsi z lat 1799-1945

## Przyroda
- Obszar Chronionego Krajobrazu Dąbrowy Krotoszyńskie i Baszków Rochy,
- Dąbrowy Krotoszyńskie, kilka przydrożnych grup dębów liczących nie raz do około 230–250 lat.